# Schweißenreuth
Schweißenreuth ist ein Gemeindeteil der Stadt Kemnath im oberpfälzischen Landkreis Tirschenreuth. Durch den Ort fließt der Reuthigraben ebenso gibt es in der Ortsmitte einen Glockenturm.

## Geschichte
Schweißenreuth war bis 1819 Teil des Steuerdistrikts und der Landgemeinde Guttenberg im Landgericht Kemnath. Außerdem wird die Ortschaft im Saalbuch von Ludwig dem Gestrengen erwähnt.
Am 15. Juli 1648 fiel der Schweißenreuther Mathias Köferl bei der Verteidigung der Burg Waldeck.
Am 1. Januar 1972 wurde der Ortsteilen nach Kemnath eingemeindet.